# Acestrorhynchus microlepis
Acestrorhynchus microlepis es una especie de peces de la familia Acestrorhynchidae en el orden de los Characiformes.

## Morfología
Los machos pueden llegar alcanzar los 26 cm de longitud total.

## Alimentación
Come peces.

## Hábitat
Es un pez de agua dulce y de clima tropical 18 °C-28 °C).

## Distribución geográfica
Se encuentran en Sudamérica:  cuencas de los ríos Orinoco y  Amazonas, y ríos de Guayana, Surinam y la Guayana Francesa.